# Euploea ordinata
Euploea ordinata är en fjärilsart som beskrevs av Moore 1883. Euploea ordinata ingår i släktet Euploea och familjen praktfjärilar. Inga underarter finns listade i Catalogue of Life.